# 미우라 도시야
미우라 도시야(일본어: 三浦 俊也, 1963년 7월 16일 ~ )는 일본의 전 축구 선수이자 현 지도자이다.

## 지도자 경력
1997년 브럼멜 센다이의 감독으로 취임하였다. 1998년 미토 홀리호크의 감독으로 취임하였다. 2000년부터 2001년까지, 2004년부터 2006년까지 오미야 아르디자에서 감독을 맡았다.